# Den Norske Turistforening

Logo des DNT

Den Norske Turistforening (DNT) ist ein norwegischer Wanderverein.
Er wurde 1868 gegründet.
Der Verein zählt zu den Gebirgsvereinen, betreibt Hütten, hält die Wanderwege in Ordnung und erweitert auch das Wanderwegenetz in Norwegen.
Der DNT hat über 290.000 Mitglieder (Stand Februar 2017). Die Mitgliedschaft steht auch Ausländern offen.

## Organisation
Der DNT besteht aus 57 lokalen Mitgliedsvereinen, die den Betrieb der Hütten und die Pflege der Wanderwege in ihrem jeweiligen Gebiet übernehmen. Der DNT Oslo og Omegn ist der mit Abstand größte Verein darunter, der auch viele Hütten in den großen Nationalparks betreibt. Der Sitz ist in Oslo.

## Geschichte
Der DNT wurde am 21. Januar 1868 auf Initiative von Konsul Thomas Johannes Heftye gegründet.

## Angebote

### Wanderwege

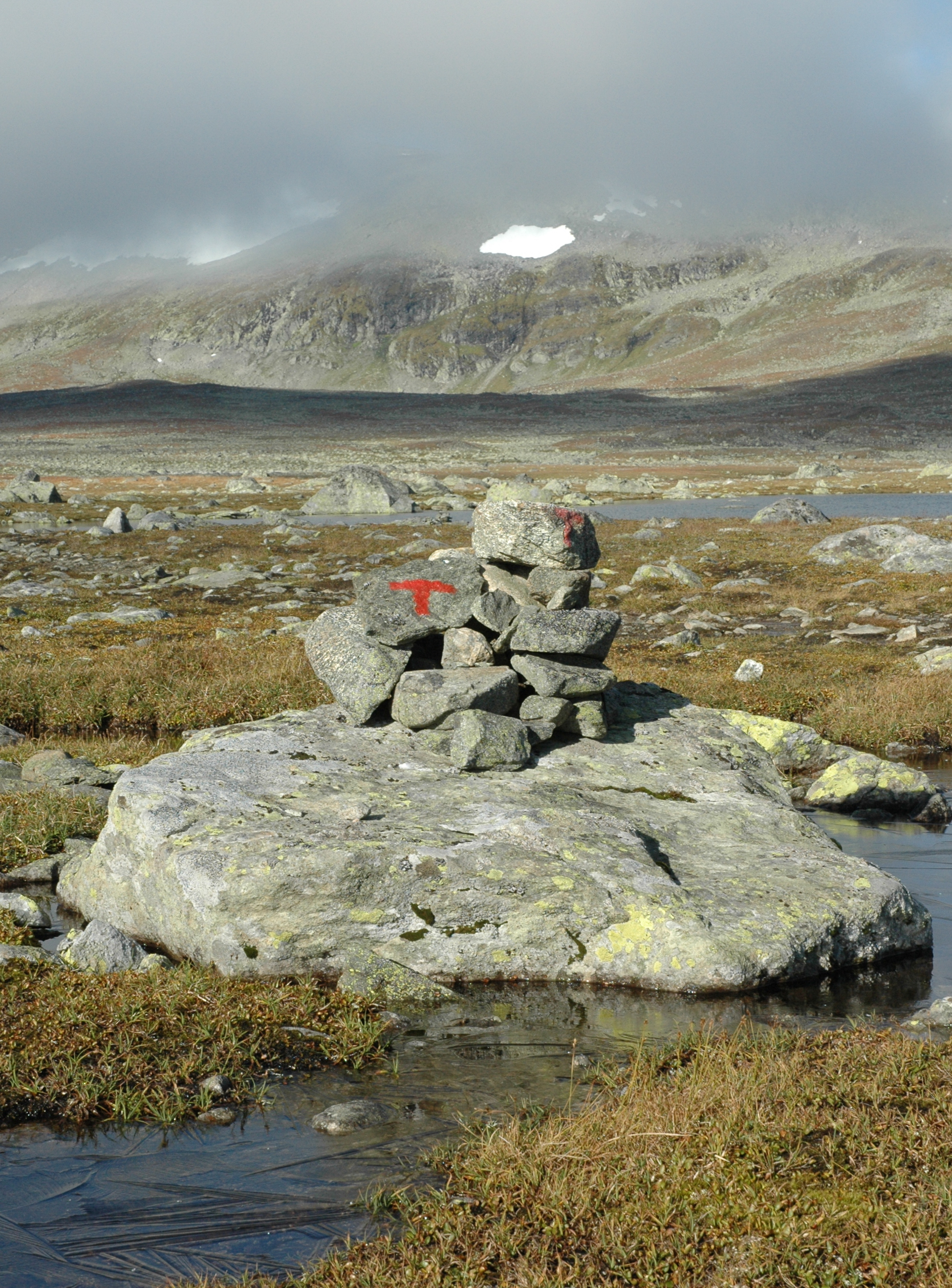
Steinmännchen

Der DNT unterhält zahlreiche Wanderrouten, die häufig in den Nationalparks liegen und ein weitverzweigtes Netz bilden. Sie werden durch Steinpyramiden (die sogenannten Steinmännchen, norwegisch  varder) und durch ein aufgemalte rotes T gekennzeichnet. An Wegkreuzungen werden auch Wegweiser aufgestellt.

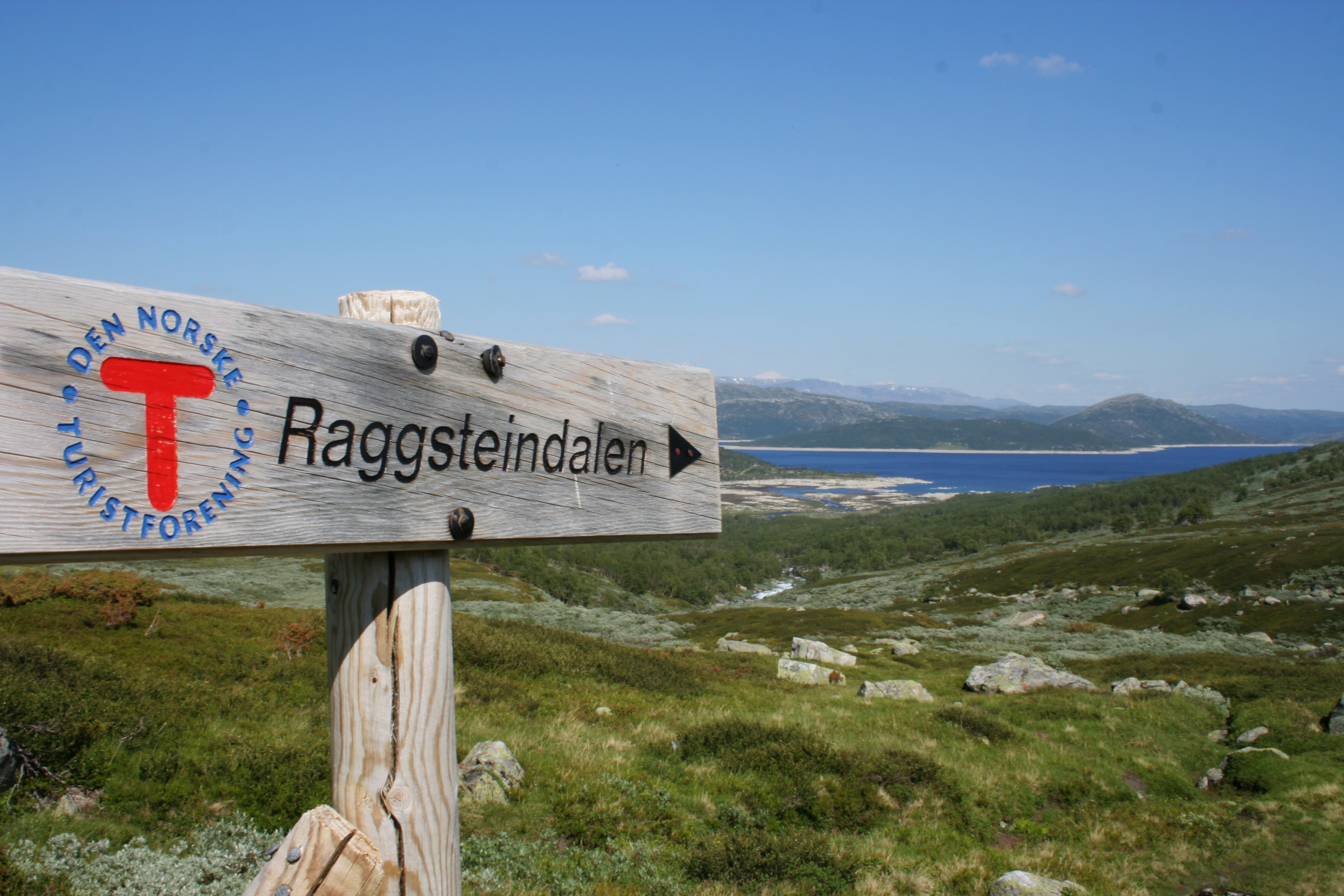
Wegweiser

Waldwege werden auch durch blaue Markierungen an den Bäumen gekennzeichnet.
Im Winter (meistens ab Ostern) werden zahlreiche Routen für Skifahrer durch Stangen oder in den Schnee gesteckte Zweige (norwegisch kvister) markiert.
Insgesamt sind 20.000 km Sommer-Wanderwege und 4.300 km Winterrouten verfügbar (Stand Februar 2017).
Die Etappen sind meistens so beschaffen, dass sie an einem Tag bewältigt werden können. Alle Wege sind in dem vom DNT herausgegebenen Handbuch (Til fots i Norge) – allerdings auf Norwegisch – beschrieben. Häufiger begangene Wanderwege sind mitunter als eingetretene Pfade oft gut erkennbar. Dennoch sollte man nie ohne Karte und Kompass unterwegs sein, da die Orientierung bei Nebel sehr schwierig werden kann.
In den letzten Jahren hat auf einigen besonders populären Strecken der Massentourismus Einzug gehalten, vor allem auf dem Besseggen-Grat von Gjendesheim nach Memurubu. Auch andernorts wurde die Natur so stark beansprucht, dass Wege gesperrt, renaturiert und umgeleitet werden mussten.
Bäche und kleinere Flüsse mit nicht so starker Strömung müssen ohne Brücke durch Balancieren über größere Steine überquert werden. An kritischen Stellen hält der DNT Sommerbrücken vor. Diese stehen meistens von Anfang Juli bis Ende September zur Verfügung. Meistens handelt es sich um Hängekonstruktionen aus Drahtseilen, an denen die Laufbohlen aufgehängt sind.
Seit 2018 gibt es 11 historische Wanderwege, die zumeist alten Handelsrouten folgen.

### Hütten
Der DNT bzw. die lokalen Wandervereine betreiben in ganz Norwegen etwa 550 (Stand: 2019) Hütten mit über 8000 Betten.
Es sind dabei drei Arten von Hütten zu unterscheiden:
- Bewirtschaftete Hütten (über 40): Diese Hütten haben 2-, 4- oder Mehrbettzimmer bzw. Schlafsäle, bieten Abendessen, Frühstücksbuffet und Proviant an und besitzen normalerweise warme Duschen und Trockenräume. Die größten haben bis zu 200 Betten. Sie sind normalerweise nur in der Sommersaison geöffnet, die etwa von Mitte Juni bis Mitte September reicht, einige Hütten sind aber auch zusätzlich in der Wintersaison geöffnet.
- Selbstbediente Hütten (über 150): Diese Art von Hütte hat kein Personal; es ist jedoch eine voll eingerichtete Küche und ein umfangreiches Vorratslager vorhanden. Mehrbettzimmer und Schlaflager dienen zur Übernachtung, die meisten Hütten haben dabei zwischen 5 und 30 Betten. Die Abrechnung und Bezahlung erfolgt durch die Gäste selber entweder per Barzahlung in einen Kasten, mit einer Einzugsvollmacht für eine Kreditkarte oder per Smartphone-App ("DNT Hyttebetaling"). In der Hochsaison ist teilweise ein Hüttenwart anwesend, der Unkundigen das Prinzip erläutert und für Ordnung sorgt. Die Hütten sind in der Hochsaison vielfach offen, ansonsten können sie mit einem Standardschlüssel geöffnet werden, den man bei den Ortsvereinen des DNT, im Internet oder auf den bewirteten Hütten erhalten kann.[1]
- Unbewirtschaftete Hütten (über 200): Diese Hütten besitzen keine Vorräte, sind aber ansonsten wie die selbstbedienten Hütten aufgebaut.

Die oben gezeigten roten Symbole werden auch auf norwegischen Wanderkarten verwendet.
Eine vorherige Reservierung ist nur für Mitglieder und nur in den bewirtschafteten Hütten möglich. Allen Ankommenden wird jedoch Unterkunft gewährt. Für den Notfall sind in allen Hütten zusätzliche Matratzen vorhanden, um Matratzenlager aufzubauen.
Das Zelten ist im direkten Umkreis von Hütten gebührenpflichtig, dafür können die Anlagen (Duschen, WCs) dann benutzt werden.

### Wanderungen
Neben Wanderwegen und Hütten bietet der DNT auch verschiedene geführte Wandertouren an. Der DNT stellt dann den Wanderführer. Das Angebot geht von Tagestouren über Gletschertouren bis hin zu schweren Bergtouren inklusive Gipfelbesteigungen. Die Touren finden vorzugsweise in den großen Nationalparks statt und können bis zu 8 Tage umfassen. Im Winter werden auch Skitouren angeboten.

## Veröffentlichungen
Neben der Mitgliedszeitschrift Fjell og Vidde veröffentlicht der DNT Jahrbücher, die jeweils einem speziellen Thema gewidmet sind, zum Beispiel:
- 1984: Rondane / Lillehammer. Oslo, ISBN 82-90339-12-7
- 1987: Femundsmarka og omkringliggende fjellstrøk. Oslo, ISBN 82-90339-20-8

## Kuriosa
Auf der Verpackung des Kvikk Lunsj Schokoriegels, der norwegischen "Wanderschokolade", sind Tourvorschläge des DNT abgedruckt.